# Apamea anatolica
Apamea anatolica là một loài bướm đêm trong họ Noctuidae.